# Tigil'skij rajon
Il Tigil'skij rajon è un rajon (distretto) del Territorio della Kamčatka, nell'estremo oriente russo. Il capoluogo è il piccolo centro di Tigil', mentre un altro centro urbano di qualche rilievo è Palana, precedente centro amministrativo del circondario dei Coriacchi prima che questo confluisse nel kraj di Kamčatka.
Il territorio si allunga lungo la costa del golfo di Šelichov e del mare di Ochotsk compresa fra i paralleli 56°N e 60°N, occupando una buona fetta della costa occidentale della Kamčatka; buona parte del confine orientale, con i distretti (rajony) Karaginskij e Ust'-Kamčatskij, corre lungo il crinale della catena Centrale, mentre a sud il confine è con i distretti Bystrinskij e Sobolevskij.
L'intero territorio è pianeggiante oppure interessato da deboli rilievi collinari o di basse montagne; è drenato da numerosissimi fiumi, che scendono per la maggior parte dalla catena Centrale, con corsi grossolanamente paralleli fra di loro. I maggiori sono Tigil', Chajrjuzova, Vojampolka, Belogolovaja, Morošečnaja, Sopočnaja.
Analogamente a quasi tutto il territorio regionale, anche il rajon Tigil'skij è pressoché spopolato: non esistono centri urbani di qualche rilievo al di fuori del capoluogo, dell'insediamento di Palana e del villaggio di Ust'-Chajrjuzovo.